# 田中偉登
田中 偉登（たなか たけと、2000年1月24日 - ）は、日本の俳優である。テンカラット所属。

## 略歴
幼少時に読者モデルをしていたのがきっかけでアミューズに所属する。2016年10月、aoaoに移籍。2020年9月、Andmo移籍。2023年7月、テンカラットに移籍。
2012年、テレビ朝日『13歳のハローワーク』でドラマデビューした。同年、5月には『宇宙兄弟』で映画デビューも果たしている。2020年、NHK総合『エール』で朝ドラ出演。主演の父の会社（喜多一）の店員として出演した。

## 人物
- 天真爛漫な性格[1]。
- 趣味は絵を描く（スプレーアート）・写真・料理。
- 特技はボルダリング・キックボクシング。
- 将来の夢はハリウッド俳優[1]。
- 好きな食べ物は唐揚げ、嫌いな食べ物は大根[3]。

## 出演

### テレビドラマ
- 13歳のハローワーク（2012年1月13日 - 3月9日、テレビ朝日） - 小暮鉄平（13歳） 役
- 仮面ライダー鎧武/ガイム 第37話（2014年7月13日、テレビ朝日） - 謎の少年（ラピス） 役
- 風の峠〜銀漢の賦〜（2015年1月15日、NHK総合） - 日下部源五（青年期） 役
- 素敵な選TAXI SPECIAL〜湯けむり連続選択肢〜（2016年4月5日、関西テレビ・フジテレビ） - 稲川修 役
- 家政夫のミタゾノ 第8話（2016年12月9日、テレビ朝日） - 富田毅 役
- 相棒 season15 第13話・第14話（2017年2月1日・8日、テレビ朝日） - 新堂司 役
- 無用庵隠居修行（BS朝日） - 相馬新太郎 役
  - 無用庵隠居修行（2017年9月15日）
  - 無用庵隠居修行2（2018年9月8日）
  - 無用庵隠居修行3（2019年9月13日）
  - 無用庵隠居修行4（2020年9月22日）
  - 無用庵隠居修行5（2021年9月21日）
  - 無用庵隠居修行6（2022年9月20日）
  - 無用庵隠居修行7（2023年9月28日）[4]
  - 無用庵隠居修行8（2024年9月23日）
  - 無用庵隠居修行9（2025年9月23日〈予定〉）[5]
- コンデラタロウ（2017年9月25日 - 、配信 / 2018年1月3日 - 、NHK） - 田部しんぞう 役
- セトウツミ 第4話・第6話（2017年11月4日・18日、テレビ東京） - 馬場 役
- 大阪環状線 Part3 ひと駅ごとのスマイル 桃谷駅篇（2018年1月30日、関西テレビ） - 亮太 役
- 覚悟はいいかそこの女子。 第2話（2018年7月1日、MBS） - 真島奏太 役
- 刑事ゼロ 第4話（2019年1月31日、テレビ朝日） - 林田悠斗 役
- まどろみバーメイド 第9話（2019年9月7日、テレビ大阪・BSテレ東）
- 東京男子図鑑（2020年5月1日 - 7月3日、関西テレビ） - 相馬新太郎 役
- 連続テレビ小説（NHK）
  - エール（2020年3月30日 - 11月27日） - 及川志津雄 役
  - ちむどんどん 第84回（2022年8月4日）  - 平良三郎（若き日） 役[6]
- 38歳バツイチ独身女がマッチングアプリをやってみた結果日記 最終話（2020年12月24日、テレビ東京） - Kenta 役
- アノニマス～警視庁”指殺人”対策室～ 第6話（2021年3月1日、テレビ東京） - 椚総一郎 役
- トッカイ ～不良債権特別回収部～ 第11話（2021年3月28日、WOWOW）
- イチケイのカラス 第4話（2021年4月26日、フジテレビ） - 望月博人 役[7]
- 駐在刑事 Season3 第2話（2022年1月21日、テレビ東京） - 加山優太 役[8]
- もしも、イケメンだけの高校があったら 第2話（2022年1月22日、テレビ朝日） - 野上 役[9]
- 刑事7人 Season8 第4話（2022年8月3日、テレビ朝日） - 葛本大翔 役[10]
- silent 第6話（2022年11月10日、フジテレビ） - 松井 役[11]
- 東京の雪男 第4話（2023年2月25日、NHK Eテレ） - 青葉真也 役
- 悪女について（2023年3月13日、NHK BS4K / 6月27日・7月4日、NHK総合） - 鈴木義輝 役
- 警視庁追跡捜査係-交錯-（2023年8月7日、テレビ東京） - 葛原直志 役
- 君には届かない。（2023年9月27日 - 11月15日、TBS） - 藤野孝介 役[12]
- 自転しながら公転する（2023年12月14日・12月21日・12月28日、読売テレビ・日本テレビ） - 檜山優 役
- めぐる未来（2024年1月18日 - 3月22日、読売テレビ・日本テレビ） - 暦亘 役[13]
- さっちゃん、僕は。（2024年6月11日 - 9月3日、TBS） - 伊勢埼真 役[14]
- 伝説の頭 翔（2024年7月19日 - 9月6日、テレビ朝日） - 黒田剛志 役[15]
- ドクターY〜外科医・加地秀樹〜 第7弾（2024年11月30日、テレビ朝日） - 中邨純也 役[16]

### 配信ドラマ
- シンデレラ・コンプレックス 第1話・第2話（2021年7月13日・20日、Paravi） - まひろの元カレ 役
- ガンニバル （ Disney+）シーズン2　第8話　 -　狭山（後任駐在）

### 映画
- 宇宙兄弟（2012年5月5日、東宝）[注 1]
- るろうに剣心（2012年8月25日、ワーナー・ブラザース映画） - 明神弥彦 役
- 劇場版 仮面ライダー鎧武 サッカー大決戦!黄金の果実争奪杯!（2014年7月19日、東映） - ラピス / 仮面ライダー冠 役
- デメキン（2017年12月9日、AMGエンタテインメント） - ヨージ 役
- アイスと雨音（2018年3月3日、SPOTTED PRODUCTIONS） - 偉登 役
- 孤狼の血（2018年5月12日、東映） - 柳田孝 役
- 友罪（2018年5月25日、ギャガ） - ケント 役
- コーヒーが冷めないうちに（2018年9月21日、東宝） - タナカ 役
- アストラルアブノーマル鈴木さん（2019年1月5日、SPOTTED PRODUCTIONS） - 鈴木流留男 役
- ホットギミック ガールミーツボーイ（2019年6月29日、東映）
- 惡の華（2019年9月27日、ファントム・フィルム） - 小島建 役
- “隠れビッチ”やってました。（2019年12月6日、キノフィルムズ） - 秋山準 役
- カツベン！（2019年12月13日、東映） - 間貫一 役
- のぼる小寺さん（2020年7月3日、ビターズ・エンド） - 津田 役
- 朝が来る（2020年10月23日、キノフィルムズ） - 麻生巧 役[17]
- 十二単衣を着た悪魔（2020年11月6日、キノフィルムズ） - 春宮 役[18]
- ひらいて（2021年10月22日、ショウゲート） - 多田健 役[19][20]
- 桜色の風が咲く（2022年11月4日、ギャガ） - 福島智（青年期）役[21]
- しちゃったね（短編連作「稽古場」の1編 2021年、監督：足立紳）[22]
- ぬけろ、メビウス!!（2023年2月3日、SDP） - 青山瑛斗 役[23][24]
- 東京リベンジャーズシリーズ（ワーナー・ブラザース映画） - チョメ 役
  - 東京リベンジャーズ2 血のハロウィン編 -運命-（2023年4月21日）[25]
  - 東京リベンジャーズ2 血のハロウィン編 -決戦-（2023年6月30日）[25]
- 青春ジャック 止められるか、俺たちを2（2024年3月15日、若松プロダクション）
- アンジーのBARで逢いましょう（2025年4月4日、ナカチカピクチャーズ） - 政志 役[26]
- 無名の人生（2025年5月16日 - ）- キン役[27][28]
- 長崎-閃光の影で-（2025年8月1日、アーク・エンタテインメント） - 岸本勝 役[29][30]

#### 短編映画
- おしえるしごと、おそわるしごと 〜紙をやぶく少年〜（2015年4月22日、明光義塾） - 生徒 役[注 2]
- Introduction of Someone Else（2016年11月、2016 Four Points Film Project Audience Choice Films） - OHNO MASARU 役
- 青い、森（2017年7月、星降る町の映画祭） - 長岡 役
- ブルーサーマルVR -はじまりの空-（2018年7月5日、VR THEATER・VR CRUISE） - 空知大介 役
- 菜乃（2019年）

### 舞台
- ミュージカル黒執事 -The Most Beautiful DEATH in The World- 千の魂と堕ちた死神 再演（2013年5月17日 - 26日、赤坂ACTシアター / 6月8日・9日、梅田芸術劇場メインシアター） - シエル・ファントムハイヴ 役
- ユーロライブ SWANNY vol.10「小鳥女房」（2017年11月23日 - 26日、ユーロライブ）

### CM
- ユニバーサルスタジオジャパン ハロウィン（2010年）
- キリンビバレッジ Met's 恋のライチ篇（2015年4月21日 - ） - 生徒 役[注 3]
- ポケモンカードゲーム 拡張パック「コレクション サン」「コレクション ムーン」見とれる篇・疾走篇（2016年11月25日 - ）
- PayPay きつねのよめいり篇（2020年1月9日 - ） - たかし 役

### MV
- GLAY「疾走れ!ミライ」（2014年10月15日、loversoulmusic&associates）
- Uru「春 ～Destiny～」（2025年3月18日）[31]

### その他
- 痛快TVスカッとジャパン（フジテレビ）
  - 胸キュンスカッと「嫌いだったアイツ」（2015年11月9日） - 源 役
  - 胸キュンスカッと「どっちが先に恋人できる?」（2016年1月18日） - 京平 役
  - 友情スカッと「アイツの恋を応援したい」（2017年5月1日） - 吉田治 役
  - ファミリースカッと「大嫌いだった親父」（2018年6月4日）
  - ショートファミリースカッと「母の白髪染め」（2019年6月3日） - 横山正樹 役
  - ウソみたいなホントの話スカッと「3ヶ月限定のニセ彼氏」（2019年8月5日） - 松岡翔哉 役
- koToro_［コトロ］（LINEミステリーゲーム） - 隼人 役
- グッバイハロー（動画配信アプリ『WATCHY』ショートドラマシリーズ「レンアイヒャッケイ」）
- JAグループ「みんなのよい食プロジェクト 今日のベジ活」
- 健康保険組合連合会「愛のけんぽ」

## 書籍

### カバーモデル
- 推定幼なじみ 上（2013年5月24日、ピンキー文庫）
- 推定幼なじみ 下（2013年6月25日、ピンキー文庫）

### カタログ
- ニッセン「なかよし共和国」

### フリーペーパー
- FLYING POSTMAN PRESS 2018年3月号（2018年2月20日）